# Discografia de Selena Gomez
A cantora norte-americana Selena Gomez lançou 3 álbuns de estúdio, 1 álbum de compilação, 2 extended plays (EPs), 27 singles (incluindo sete como como artista convidada) e 3 singles promocionais. Até outubro de 2015, Gomez vendeu 6,7 milhões de álbuns e 22 milhões de singles em todo o mundo. Até maio de 2017, ela vendeu 24,3 milhões de músicas e 3,4 milhões de álbuns nos Estados Unidos.
Em 2008, Gomez assinou contrato com a Hollywood Records. Com sua ex-banda Selena Gomez & the Scene, ela lançou três álbuns, top 10, de estúdio, Kiss & Tell (2009), A Year Without Rain (2010) e When the Sun Goes Down (2011) na parada Billboard 200 dos EUA. O primeiro EP de Gomez, Another Cinderella Story, foi lançado em 16 de junho de 2009 pela Razor & Tie. Ela lançou seu primeiro álbum solo, Stars Dance (2013), que estreou no topo da parada americana Billboard 200 com 164,000 cópias vendidas, e também alcançou o número um no Canadá. Foi precedido pelo lançamento de seu single principal, "Come & Get It", que alcançou o top 10 nos Estados Unidos, Canadá e Reino Unido. Depois de passar sete anos na Hollywood Records, Gomez assinou um contrato de gravação com a Interscope Records em 2014. Para encerrar oficialmente seu contrato com a Hollywood Records, Gomez lançou o álbum de compilação For You (2014).
Seu segundo álbum de estúdio, Revival (2015), alcançou o número um nos EUA com 117,000 cópias vendidas. Três de seus singles - "Good for You", "Same Old Love" e "Hands to Myself" - alcançaram o Top 10 entre os Estados Unidos e o Canadá. Com esses três singles, Gomez se tornou a sexta mulher a ter pelo menos três singles número um na parada Mainstream Top 40 em uma única era. Desde então, ela participou de várias colaborações, incluindo "We Don't Talk Anymore", "It Ain't Me", "Wolves" e "Taki Taki", que alcançaram sucesso internacional. Entre 2011 e 2018, Gomez teve uma série de 16 hits consecutivos no top 40  da Billboard Hot 100, que é a permanência mais longa de todos os artistas.  O terceiro álbum de estúdio de Gomez, Rare (2020), alcançou o primeiro lugar na Billboard 200 com 112,000 cópias vendidas, tornando-se seu terceiro álbum número um consecutivo. Seu single principal, "Lose You to Love Me", liderou a parada Billboard Hot 100, tornando-se sua primeira música número um nos EUA.

## Álbuns

### Álbuns de estúdio
| Álbum                                                                                  | Detalhes do álbum                                                                                                   | Melhores posições atingidas | Melhores posições atingidas | Melhores posições atingidas | Melhores posições atingidas | Melhores posições atingidas | Melhores posições atingidas | Melhores posições atingidas | Vendas                      | Certificações |
| Álbum                                                                                  | Detalhes do álbum                                                                                                   | EUA                         | AUS                         | CAN                         | DIN                         | NOR                         | NZL                         | UK                          | Vendas                      | Certificações |
| -------------------------------------------------------------------------------------- | --- | --------------------------- | --------------------------- | --------------------------- | --------------------------- | --------------------------- | --------------------------- | --------------------------- | --------------------------- | --- |
| Stars Dance                                                                            | - Lançamento: 23 de julho de 2013 - Gravadora: Hollywood Records - Formato(s): CD, download digital                 | 1                           | 8                           | 1                           | 2                           | 2                           | 5                           | 14                          | - : 1.540.000               | - : Platina - : Platina - : Platina - : Ouro - : Ouro - : Ouro |
| Revival                                                                                | - Lançamento: 9 de outubro de 2015 - Gravadora: Interscope Records - Formato(s): CD, LP, download digital           | 1                           | 3                           | 2                           | 6                           | 2                           | 2                           | 11                          | - : 2.575.000 - : 6.055.000 | - : 3× Platina - : 2× Platina - : 2× Platina - : Platina - : Platina - : Platina - : Platina - : Platina - : Platina - : Platina - : Platina - : Ouro - : Ouro - : Ouro - : Ouro - : Ouro |
| Rare                                                                                   | - Lançamento: 10 de janeiro de 2020 - Gravadora: Interscope Records - Formato(s): CD, LP, download digital, cassete | 1                           | 1                           | 1                           | 5                           | 1                           | 2                           | 2                           | - : 3.500.000 - : 1.065.000 | - : Platina - : Platina - : Ouro - : Ouro - : Ouro |
| "—" denota álbuns que não entraram nas paradas musicais ou não foram lançados no país. | |                             |                             |                             |                             |                             |                             |                             |                             | |

### Álbuns de compilação
| Álbum                                                                              | Detalhes do álbum                                                                                    | Melhores posições atingidas | Melhores posições atingidas | Melhores posições atingidas | Melhores posições atingidas | Melhores posições atingidas | Melhores posições atingidas | Melhores posições atingidas | Vendas                 | Certificações               |
| Álbum                                                                              | Detalhes do álbum                                                                                    | EUA                         | AUT                         | BEL (FL)                    | ITA                         | NOR                         | ESP                         | UK                          | Vendas                 | Certificações               |
| ---------------------------------------------------------------------------------- | --- | --------------------------- | --------------------------- | --------------------------- | --------------------------- | --------------------------- | --------------------------- | --------------------------- | ---------------------- | --------------------------- |
| For You                                                                            | - Lançamento: 24 de novembro de 2014 - Gravadora: Hollywood Records - Formatos: CD, download digital | 24                          | 73                          | 40                          | 34                          | 37                          | 40                          | 64                          | - : 535.000 - : 70.000 | - : Ouro - : Ouro - : Prata |
| "—" denota itens que não entraram nas tabelas ou não foram lançados no território. | |                             |                             |                             |                             |                             |                             |                             |                        |                             |

## Extended plays
| Título                   | Detalhes do extended play                                                              |
| ------------------------ | -------------------------------------------------------------------------------------- |
| Another Cinderella Story | - Lançamento: 16 de junho de 2009 - Gravadora: Razor & Tie - Formato: Download digital |
| For You                  | - Lançamento: 1 de janeiro de 2015 - Gravadora: Hollywood - Formato: Download digital  |
| Revelación               | - Lançamento: 12 de março de 2021 - Gravadora: Interscope - Formato: Download digital  |

## Singles

### Como artista principal
| Título                                                                             | Ano  | Melhores posições nas tabelas | Melhores posições nas tabelas | Melhores posições nas tabelas | Melhores posições nas tabelas | Melhores posições nas tabelas | Melhores posições nas tabelas | Melhores posições nas tabelas | Melhores posições nas tabelas | Vendas                                                                             | Certificações (milhares de vendas) | Álbum                         |
| Título                                                                             | Ano  | EUA                           | AUS                           | CAN                           | DIN                           | ALE                           | NOR                           | NZL                           | UK                            | Vendas                                                                             | Certificações (milhares de vendas) | Álbum                         |
| ---------------------------------------------------------------------------------- | ---- | ----------------------------- | ----------------------------- | ----------------------------- | ----------------------------- | ----------------------------- | ----------------------------- | ----------------------------- | ----------------------------- | ---------------------------------------------------------------------------------- | --- | ----------------------------- |
| "Tell Me Something I Don't Know"                                                   | 2008 | 58                            | —                             | —                             | —                             | —                             | —                             | —                             | —                             | - : 2.600.000 - : 3.700.000                                                        | | Another Cinderella Story      |
| "Magic"                                                                            | 2009 | 61                            | —                             | 80                            | —                             | —                             | 5                             | —                             | 90                            | - : 850.000 - : 1.470.000                                                          | | Wizards of Waverly Place      |
| "Send It On" (com Miley Cyrus, Demi Lovato e Jonas Brothers)                       | 2009 | 20                            | —                             | —                             | —                             | —                             | —                             | —                             | —                             |                                                                                    | | Não adicionado à nenhum álbum |
| "Come & Get It"                                                                    | 2013 | 6                             | 46                            | 6                             | 34                            | 58                            | 16                            | 14                            | 8                             | - : 6.040.000 - : 1.015.000 - : 240.000 - : 10.308.000                             | - : 3× Platina - : 2× Platina - : Platina - : Platina - : Ouro - : Ouro - : Ouro - : Ouro - : Ouro | Stars Dance                   |
| "Slow Down"                                                                        | 2013 | 27                            | 93                            | 29                            | —                             | —                             | —                             | —                             | 106                           | - : 2.685.000 - : 710.000 - : 80.000 - : 4.502.000                                 | - : Platina - : Ouro - : Ouro - : Ouro | Stars Dance                   |
| "The Heart Wants What It Wants"                                                    | 2014 | 6                             | 33                            | 6                             | 9                             | 53                            | 13                            | 19                            | 30                            | - : 4.495.000 - : 1.605.000 - : 185.000 - : 9.588.000                              | - : 2× Platina - : Platina - : Ouro - : Ouro - : Ouro | For You                       |
| "Good for You" (com participação de A$AP Rocky)                                    | 2015 | 5                             | 10                            | 8                             | 11                            | 29                            | 9                             | 14                            | 23                            | - : 5.225.000 - : 1.620.000 - : 180.000 - : 12.182.000                             | - : 3× Platina - : 3× Platina - : 2× Platina - : 2× Platina - : 2× Platina - : 2× Platina - : Platina - : Platina - : Platina - : Platina - : Ouro - : Ouro - : Ouro                                                                  | Revival                       |
| "Same Old Love"                                                                    | 2015 | 5                             | 33                            | 6                             | 23                            | 56                            | 37                            | —                             | 81                            | - : 4.680.000 - : 1.620.000 - : 202.000 - : 10.626.000                             | - : 2× Platina - : 2× Platina - : 2× Platina - : 2× Platina - : 2× Platina - : Platina - : Platina - : Ouro - : Ouro - : Prata | Revival                       |
| "Hands to Myself"                                                                  | 2015 | 7                             | 13                            | 5                             | 22                            | 52                            | 18                            | 5                             | 14                            | - : 4.010.000 - : 1.850.000 - : 175.000 - : 11.082.000                             | - : 2× Platina - : 2× Platina - : 2× Platina - : 2× Platina - : 2× Platina - : 2× Platina - : Platina - : Platina - : Platina - : Ouro                                                                                                | Revival                       |
| "Kill Em with Kindness"                                                            | 2015 | 39                            | 33                            | 14                            | 30                            | 39                            | 33                            | 28                            | 35                            | - : 2.675.000 - : 850.000 - : 182.000 - : 7.605.000                                | - : Platina - : Platina - : Platina - : Platina - : Platina[carece de fontes?] - : Ouro - : Ouro - : Ouro - : Ouro - : Ouro | Revival                       |
| "It Ain't Me" (com Kygo)                                                           | 2017 | 10                            | 4                             | 2                             | 2                             | 2                             | 1                             | 3                             | 7                             | - : 5.600.000 - : 3.300.000 - : 2.100.000 - : 1.405.000 - : 395.000 - : 21.380.000 | - : Diamante - : Diamante - : 9× Platina - : 7× Platina - : 5× Platina - : 3× Platina - : 3× Platina - : 3× Platina - : 3× Platina - : 3× Platina - : 2× Platina - : 2× Platina - : 2× Platina - : 2× Platina - : Platina - : Platina |                               |
| "Bad Liar"                                                                         | 2017 | 20                            | 13                            | 11                            | 38                            | 36                            | 28                            | 17                            | 25                            | - : 2.590.000 - : 1.940.000 - : 160.000 - : 8.322.000                              | - : Platina - : Platina - : Platina - : Platina - : Platina - : Ouro - : Ouro - : Ouro | Rare                          |
| "Fetish" (com Gucci Mane)                                                          | 2017 | 27                            | 23                            | 10                            | 22                            | 36                            | 29                            | 16                            | 33                            | - : 2.015.000 - : 1.335.000 - : 200.000 - : 6.205.000                              | - : Platina - : Platina - : Ouro - : Ouro - : Prata | Rare                          |
| "Wolves" (com Marshmello)                                                          | 2017 | 20                            | 5                             | 9                             | 12                            | 11                            | 5                             | 12                            | 9                             | - : 4.315.000 - : 7.070.000 - : 385.000 - : 20.364.000                             | - : Diamante - : Platina - : 3× Platina - : 3× Platina - 3× Platina - : 2× Platina - : Platina - : Platina - : Platina - : Platina - : Platina - : Platina - : Platina - : Platina - : Platina - : Ouro                               | Rare                          |
| "Back To You"                                                                      | 2018 | 18                            | 4                             | 4                             | 12                            | 19                            | 10                            | 8                             | 13                            | - : 3.715.000 - : 1.500.000 - : 1.275.000 - : 180.000 - : 12.045.000               | - 3× Platina - : 2× Platina - : 2× Platina - : Platina - : Platina - : Platina - : Ouro - : Ouro - : Ouro - : Ouro | 13 Reasons Why: Season 2      |
| "I Can't Get Enough" (com Benny Blanco, Tainy & J Balvin)                          | 2019 | 66                            | 43                            | 33                            | —                             | 53                            | —                             | —                             | 42                            | - : 1.075.000 - : 350.000 - : 95.000 - : 4.035.000                                 | - : Platina - : Ouro | Não adicionado à nenhum álbum |
| "Lose You to Love Me"                                                              | 2019 | 1                             | 2                             | 1                             | 8                             | 7                             | 2                             | 2                             | 3                             | - : 3.955.000 - : 780.000 - : 150.000 - : 10.300.000                               | - : 3× Platina - : 2× Platina - : 2× Platina - 2× Platina - : Platina - : Ouro - : Ouro | Rare                          |
| "Look at Her Now"                                                                  | 2019 | 27                            | 29                            | 13                            | —                             | 43                            | 15                            | 23                            | 26                            | - : 1.475.000 - : 190.000 - : 75.000 - : 3.975.000                                 | - Platina - Platina - Ouro - Prata | Rare                          |
| "Rare"                                                                             | 2020 | 30                            | 22                            | 21                            | 36                            | 42                            | 29                            | 28                            | 28                            | - : 1.255.000 - : 355.000 - : 65.000 - : 3.760.000                                 | - : Ouro - Ouro | Rare                          |
| "Boyfriend"                                                                        | 2020 | 59                            | —                             | 66                            | —                             | 86                            | —                             | —                             | 55                            | - : 505.000 - : 135.000 - : 20.000 - : 1.365.000                                   | - : Ouro - : Ouro | Rare                          |
| "Past Life" (com Trevor Daniel)                                                    | 2020 | 77                            | —                             | 68                            | —                             | —                             | —                             | —                             | —                             | - : 465.000 - : 860.000                                                            | | Não adicionado à nenhum álbum |
| "Ice Cream" (com Blackpink)                                                        | 2020 | 13                            | 16                            | 11                            | —                             | 78                            | —                             | 18                            | 39                            | - : 1.425.000 - : 3.680.000 - : 180.000 - : 8.750.000                              | - Ouro | The Album                     |
| "De Una Vez"                                                                       | 2021 | 92                            | —                             | 91                            | —                             | —                             | —                             | —                             | —                             | - : 260.000 - : 860.000                                                            | | Revelación                    |
| "Baila Conmigo" (com Rauw Alejandro)                                               | 2021 | 74                            | —                             | 68                            | —                             | 86                            | —                             | —                             | —                             | - : 615.000 - : 860.000                                                            | | Revelación                    |
| "Selfish Love" (com DJ Snake)                                                      | 2021 | —                             | —                             | 71                            | —                             | —                             | —                             | —                             | 93                            | - : 230.000 - : 860.000                                                            | | Revelación                    |
| "—" denota itens que não entraram nas tabelas ou não foram lançados no território. |      |                               |                               |                               |                               |                               |                               |                               |                               |                                                                                    | |                               |

### Como artista convidada
| Canção                                                                             | Ano  | Melhores posições | Melhores posições | Melhores posições | Melhores posições | Melhores posições | Melhores posições | Melhores posições | Melhores posições | Vendas                                                                                         | Certificações (milhares de vendas) | Álbum                         |
| Canção                                                                             | Ano  | EUA               | AUS               | CAN               | DIN               | FRA               | ALE               | ITA               | UK                | Vendas                                                                                         | Certificações (milhares de vendas) | Álbum                         |
| ---------------------------------------------------------------------------------- | ---- | ----------------- | ----------------- | ----------------- | ----------------- | ----------------- | ----------------- | ----------------- | ----------------- | ---------------------------------------------------------------------------------------------- | --- | ----------------------------- |
| Whoa Oh! (Me vs. Everyone) (Forever the Sickest Kids com Selena Gomez)             | 2009 | —                 | —                 | —                 | —                 | —                 | —                 | —                 | —                 |                                                                                                | | Não adicionado à nenhum álbum |
| "I Want You to Know" (Zedd com Selena Gomez)                                       | 2015 | 17                | 22                | 19                | 25                | 61                | 39                | 49                | 14                | - : 2.040.000                                                                                  | - : Platina - : Platina - : Ouro - : Ouro - : Ouro | True Colors                   |
| "We Don't Talk Anymore" (Charlie Puth com Selena Gomez)                            | 2016 | 9                 | 10                | 11                | 13                | 8                 | 52                | 1                 | 14                | - : 5.635.000 - : 25.200                                                                       | - : Diamante - : 13× Platina - : 4× Platina - : 3× Platina - : 3× Platina - : 3× Platina - : 2× Platina - : 2× Platina - : 2× Platina - : 2× Platina - : Platina - : Platina - : Platina - : Platina - : Platina - : Ouro - : Ouro - : Ouro | Nine Track Mind               |
| "Trust Nobody" (Cashmere Cat com Selena Gomez & Tory Lanez)                        | 2016 | —                 | 46                | 61                | —                 | —                 | 92                | —                 | 92                | - : 1.025.000 - : 860.000                                                                      | - : Ouro | 9                             |
| "Taki Taki" (DJ Snake com Selena Gomez, Ozuna & Cardi B)                           | 2018 | 11                | 24                | 7                 | 8                 | 2                 | 8                 | 2                 | 15                | - : 6.450.000 - : 4.310.000 - : 1.800.000 - : 1.350.000 - : 770.000 - : 735.300 - : 22.195.000 | - : Diamante - : 13× Platina - : 4× Platina - : 3× Platina - : 3× Platina - : 3× Platina - : 2× Platina - : 2× Platina - : 2× Platina - : 2× Platina - : Platina - : Platina - : Platina - : Platina - : Platina - : Ouro - : Ouro - : Ouro | Nine Track Mind               |
| "Anxiety" (Julia Michaels com participação de Selena Gomez)                        | 2019 | —                 | 67                | 69                | —                 | —                 | —                 | —                 | —                 | - : 510.000 - : 860.000                                                                        | | Inner Monologue Part 1        |
| "Let Somebody Go" (Coldplay com Selena Gomez)                                      | 2021 | —                 | —                 | —                 | —                 | —                 | —                 | —                 | —                 | 24                                                                                             | - : 175.000 - : 860.000 |                               |
| "—" denota itens que não entraram nas tabelas ou não foram lançados no território. |      |                   |                   |                   |                   |                   |                   |                   |                   |                                                                                                | |                               |

### Singlespromocionais
| Canção                                                                             | Ano  | Melhores posições nas tabelas | Melhores posições nas tabelas | Melhores posições nas tabelas | Melhores posições nas tabelas | Melhores posições nas tabelas | Melhores posições nas tabelas | Melhores posições nas tabelas | Melhores posições nas tabelas | Melhores posições nas tabelas | Melhores posições nas tabelas | Melhores posições nas tabelas | Vendas                                           | Álbum                      |
| Canção                                                                             | Ano  | EUA                           | EUA Under                     | CAN                           | FRA                           | ALE                           | IRL                           | HOL                           | NOR                           | SUE                           | SUI                           | UK                            | Vendas                                           | Álbum                      |
| ---------------------------------------------------------------------------------- | ---- | ----------------------------- | ----------------------------- | ----------------------------- | ----------------------------- | ----------------------------- | ----------------------------- | ----------------------------- | ----------------------------- | ----------------------------- | ----------------------------- | ----------------------------- | ------------------------------------------------ | -------------------------- |
| "Shake It Up"                                                                      | 2010 | —                             | 9                             | —                             | —                             | —                             | —                             | —                             | —                             | —                             | —                             | —                             |                                                  | Shake It Up: Break It Down |
| "Me & the Rhythm"                                                                  | 2015 | —                             | 6                             | 57                            | 143                           | —                             | —                             | —                             | —                             | —                             | —                             | —                             | - : 45.000 - : 370.000 - : 770.000 - : 1.930.00  | Revival                    |
| "Feel Me"                                                                          | 2020 | 98                            | —                             | 56                            | 175                           | 63                            | 42                            | 90                            | 32                            | 71                            | 39                            | 89                            | - : 18.000 - : 340.000 - : 535.000 - : 1.740.000 | Rare                       |
| "—" denota itens que não entraram nas tabelas ou não foram lançados no território. |      |                               |                               |                               |                               |                               |                               |                               |                               |                               |                               |                               |                                                  |                            |

### Outras canções
| Canção                               | Ano  | Melhores posições nas tabelas | Melhores posições nas tabelas | Melhores posições nas tabelas | Melhores posições nas tabelas | Melhores posições nas tabelas | Melhores posições nas tabelas | Melhores posições nas tabelas | Melhores posições nas tabelas | Melhores posições nas tabelas | Vendas                  | Álbum                     |
| Canção                               | Ano  | EUA                           | EUA Latin Digital             | CAN                           | FRA                           | NZL Hot                       | POR                           | RUS                           | ESC                           | SUE Heat.                     | Vendas                  | Álbum                     |
| ------------------------------------ | ---- | ----------------------------- | ----------------------------- | ----------------------------- | ----------------------------- | ----------------------------- | ----------------------------- | ----------------------------- | ----------------------------- | ----------------------------- | ----------------------- | ------------------------- |
| "New Classic" (com Drew Seeley)      | 2009 | —                             | —                             | —                             | —                             | —                             | —                             | —                             | —                             | —                             |                         | Another Cinderella Story  |
| "One and the Same" (com Demi Lovato) | 2009 | 82                            | —                             | —                             | —                             | —                             | —                             | —                             | —                             | —                             | - : 336,000             | Disney Channel Playlist   |
| "Bidi Bidi Bom Bom" (com Selena)     | 2012 | —                             | 38                            | —                             | —                             | —                             | —                             | —                             | —                             | —                             |                         | Enamorada de Ti e For You |
| "Birthday"                           | 2013 | —                             | —                             | —                             | —                             | —                             | —                             | —                             | —                             | —                             |                         | Stars Dance               |
| "Stars Dance"                        | 2013 | —                             | —                             | —                             | 102                           | —                             | —                             | —                             | —                             | —                             |                         | Stars Dance               |
| "Sober"                              | 2015 | —                             | —                             | —                             | —                             | —                             | —                             | —                             | —                             | —                             | : 1.075.000             | Revival                   |
| "Me & My Girls"                      | 2015 | —                             | —                             | 77                            | —                             | —                             | —                             | —                             | —                             | —                             | - : 730.000             | Revival                   |
| "Only You"                           | 2017 | —                             | —                             | —                             | —                             | —                             | —                             | —                             | —                             | 12                            | - : 510.000             | 13 Reasons Why            |
| "Dance Again"                        | 2020 | —                             | —                             | 96                            | —                             | 14                            | 124                           | 13                            | —                             | —                             | - : 222.000 - : 602.000 | Rare                      |
| "Ring"                               | 2020 | —                             | —                             | —                             | —                             | 15                            | 141                           | —                             | —                             | —                             |                         | Rare                      |
| "Vulnerable"                         | 2020 | —                             | —                             | 87                            | —                             | 13                            | 129                           | —                             | —                             | —                             |                         | Rare                      |
| "People You Know"                    | 2020 | —                             | —                             | —                             | —                             | —                             | 143                           | —                             | —                             |                               |                         | Rare                      |
| "Let Me Get Me"                      | 2020 | —                             | —                             | —                             | —                             | —                             | 178                           | —                             | —                             | —                             |                         | Rare                      |
| "Crowded Room" (com 6lack)           | 2020 | —                             | —                             | 92                            | —                             | —                             | 156                           | —                             | —                             | —                             |                         | Rare                      |
| "Souvenir"                           | 2020 | —                             | —                             | —                             | —                             | 26                            | —                             | —                             | 91                            | —                             | - : 105.000 - : 352.000 | Rare                      |

## Outras aparições
| Canção                            | Ano  | Outro(s) artista(s) | Álbum                    |
| --------------------------------- | ---- | ------------------- | ------------------------ |
| "Cruella de Vil "                 | 2008 | Nenhum              | Disneymania 6            |
| "Bang a Drum"                     | 2008 | Nenhum              | Another Cinderella Story |
| "Fly to Your Heart"               | 2008 | Nenhum              | Tinker Bell              |
| "Everything Is Not What It Seems" | 2009 | Nenhum              | Wizards of Waverly Place |
| "Disappear"                       | 2009 | Nenhum              | Wizards of Waverly Place |
| "Magical"                         | 2009 | Nenhum              | Wizards of Waverly Place |
| "Trust in Me"                     | 2010 | Nenhum              | Disneymania 7            |
| "Bidi Bidi Bom Bom"               | 2012 | Selena              | Enamorada de Ti          |
| "Already Missing You"             | 2013 | Prince Royce        | Soy El Mismo             |
| "Hold On"                         | 2014 | Ben Kweller         | Rudderless               |